# Орлинс (округ, Вермонт)
Орлинс (англ. Orleans County) — округ в штате Вермонт, США. Официально образован в 1792 году. По состоянию на 2010 год, численность населения составляла 27 231 человек.

## География
По данным Бюро переписи США, общая площадь округа равняется 1867,392 км², из которых 1797,462 км² — суша и 28,000 км², или 3,800 %, — это водоёмы.

## Население
По данным переписи населения 2000 года в округе проживает 26 277 жителей в составе 10 446 домашних хозяйств и 7155 семей. Плотность населения составляет 38,00 человек на км². На территории округа насчитывается 14 673 жилых строения, при плотности застройки около 8,00-ми строений на км². Расовый состав населения: белые — 97,16 %, афроамериканцы — 0,37 %, коренные американцы (индейцы) — 0,65 %, азиаты — 0,30 %, гавайцы — 0,02 %, представители других рас — 0,13 %, представители двух или более рас — 1,37 %. Испаноязычные составляли 0,72 % населения независимо от расы.
В составе 32,10 % из общего числа домашних хозяйств проживают дети в возрасте до 18 лет, 54,40 % домашних хозяйств представляют собой супружеские пары проживающие вместе, 9,60 % домашних хозяйств представляют собой одиноких женщин без супруга, 31,50 % домашних хозяйств не имеют отношения к семьям, 25,20 % домашних хозяйств состоят из одного человека, 10,90 % домашних хозяйств состоят из престарелых (65 лет и старше), проживающих в одиночестве. Средний размер домашнего хозяйства составляет 2,45 человека, и средний размер семьи 2,91 человека.
Возрастной состав округа: 25,10 % — моложе 18 лет, 7,10 % — от 18 до 24, 26,80 % — от 25 до 44, 25,90 % — от 45 до 64, и 25,90 % — от 65 и старше. Средний возраст жителя округа — 39 лет. На каждые 100 женщин приходится 98,60 мужчин. На каждые 100 женщин старше 18 лет приходится 95,10 мужчин.
Средний доход на домохозяйство в округе составлял 31 084 USD, на семью — 36 630 USD. Среднестатистический заработок мужчины был 27 964 USD против 20 779 USD для женщины. Доход на душу населения составлял 16 518 USD. Около 10,60 % семей и 14,10 % общего населения находились ниже черты бедности, в том числе — 17,90 % молодежи (тех, кому ещё не исполнилось 18 лет) и 10,90 % тех, кому было уже больше 65 лет.